# Overdrawn at the Memory Bank
Overdrawn at the Memory Bank  (br:Projeto Casablanca) é um filme  realizado em co-produção por Canadá e Estados Unidos, do ano de 1983, do gênero ficção científica, dirigido por Douglas Williams.

## Enredo
Aram Fingal, um inteligente profissional de informática e, empregado da empresa Novicorp, será a cobaia em uma experiência chamada de "doppling", que fará com que sua mente seja transferida para os corpos de animais, com o objetivo de lhe dar uma nova visão da vida a partir dos sentidos e percepções destes seres. Durante a experiência, o corpo de Fingal apresenta sinais de problemas e, transferem sua mente para um computador enquanto o corpo é examindado em busca da causa dos problemas. Fingal consegue, enquanto ligado mentalmente à máquina, acesso a todos os dados financeiros da Novicorp descobrindo todos os seus segredos. Agora, o verdadeiro problema de Fingal será conseguir transferir sua mente de volta à seu corpo antes que suas sinapses percam seus padrôes de memória.

## Elenco
| Nome             | Personagem                |
| ---------------- | ------------------------- |
| Linda Griffiths  | Computech Apollonia James |
| Raul Julia       | Aram Fingal / Rick Blaine |
| Donald Moore     | Presidente da Novicorp    |
| Wanda Cannon     | Felicia Varley / Lola     |
| Helen Carscallen | Dr. Darwin                |
| Rex Hagon        | Passageiro da lançadeira  |
| Patrick Brymer   | Escriturário da Nirvana   |
| Chapelle Jaffe   | Djamilla                  |
| Denise Pidgeon   | Médica Doppling           |
| Bunty Webb       | Professora                |
| Audra Williams   | Desirée                   |
| Hadley Kay       | Marco                     |
| Gary Farmer      | Tooby                     |
| Arnie Achtman    | Slavin                    |
| Maury Chaykin    | Gondol                    |
| Paula Barrett    | Repórter da Lexicorp      |
| Sugith Varughese | Repórter da Transcorp     |
| Larry Schwartz   | Plinth                    |
| Vivian Reis      | Flavia Drancy             |
| Sheila Moore     | Doutora                   |
| Steve Payne      | Watson                    |
| Jackie Burroughs | Emmaline Ozmondo Fingal   |
| Lou Pitoscia     | Thug 1                    |
| Louis Negin      | Pierre                    |
| Don Lamont       | Fingal                    |
| Al Maini         | Árabe no beco             |
| Joyce Gordon     | Supervisor de dados       |
| James Kidnie     | Thug 2                    |
| Marvin Goldhar   | Voz do computador HX368   |
| Bill Smitrovich  | Não creditado             |

## Outros nomes do filme
| Nome             | País(es)  |
| ---------------- | --------- |
| Archivio segreto | Itália    |
| Tilinylitys      | Finlândia |